# Svalbarðsstrandarhreppur

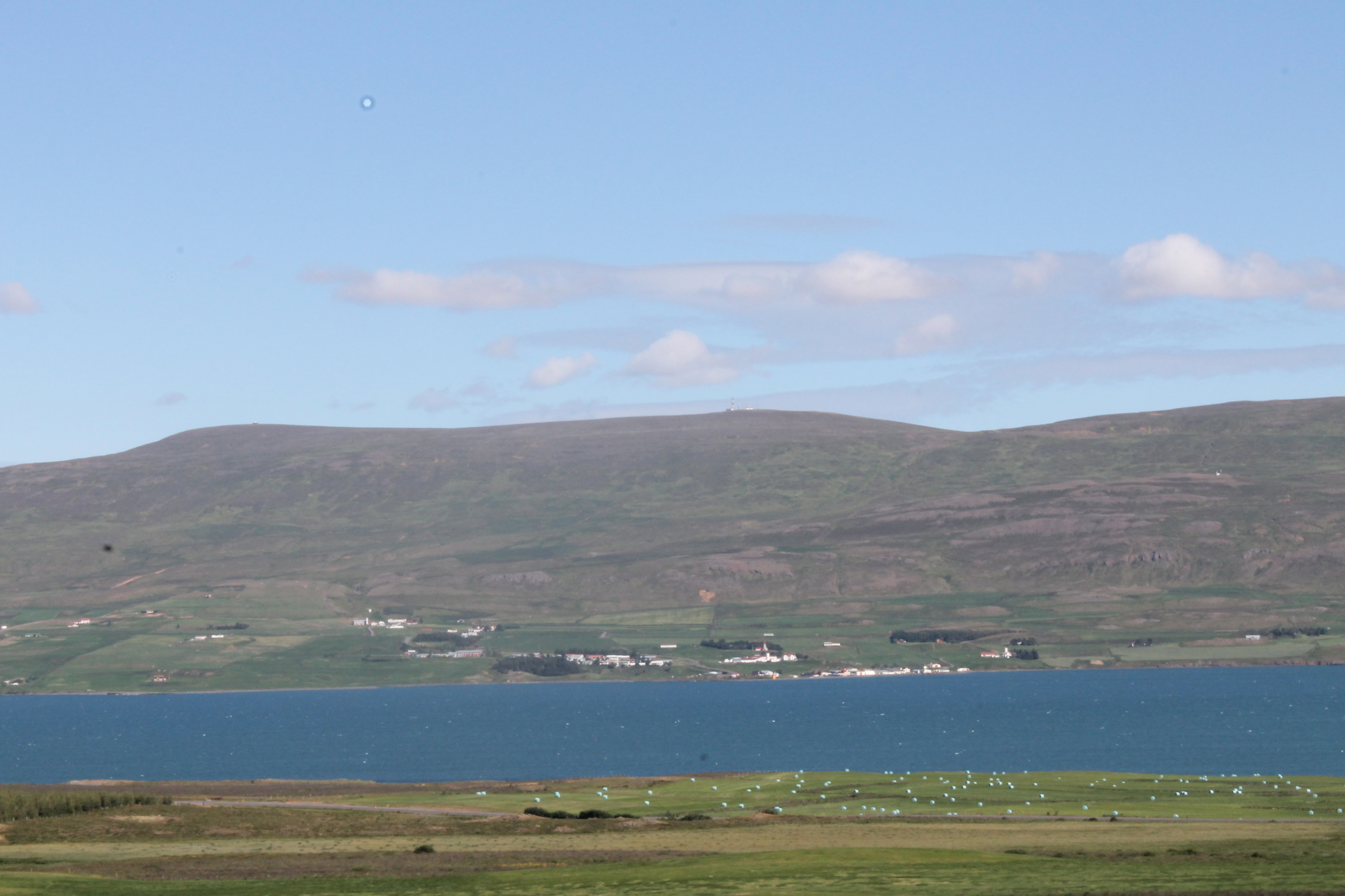
Byn Svalbarðseyri ligger vid Eyjafjörður.

Svalbarðsstrandarhreppur är en kommun belägen i norra Island. Kommunen hade 483 invånare år 2020.